# Coptosperma nigrescens
Coptosperma nigrescens är en måreväxtart som beskrevs av Joseph Dalton Hooker. Coptosperma nigrescens ingår i släktet Coptosperma och familjen måreväxter. Inga underarter finns listade i Catalogue of Life.